# Де Пена, Карлос
Ка́рлос Мари́я де Пе́на Бони́но (исп. Carlos María de Pena Bonino; род. 11 марта 1992, Монтевидео) — уругвайский футболист, полузащитник клуба «Баия».

## Биография
Карлос де Пена — воспитанник футбольной школы самого титулованного уругвайского клуба «Насьональ». Дебютировал в основной команде 20 февраля 2013 года в гостевом матче
Кубка Либертадорес против «Толуки»
(3:2). Через несколько дней, 24 февраля, состоялся дебют полузащитника в чемпионате Уругвая в игре против «Дефенсор Спортинг» (0:1). 2 июня 2013 года, в последнем туре чемпионата, де Пена забил свой первый гол, поразив ворота «Монтевидео Уондерерс» и принеся победу своей команде (2:1).
В следующем сезоне Карлос закрепился в основном составе «Насьоналя», проведя в общей сложности 30 матчей, отметившись 5 голами и 4 результативными передачами. Сезон 2014/15 стал ещё более успешным для де Пены, который забил 9 голов, отдал 7 голевых передач и помог «Насьоналю» после трёхлетнего перерыва выиграть чемпионат страны.
1 сентября 2015 года де Пена подписал 3-летний контракт с клубом английского Чемпионшипа «Мидлсбро», сумма трансфера составила около €2,4 млн. 22 сентября Карлос дебютировал за «речников» в домашнем матче Кубка Лиги против «Вулверхэмптон Уондерерс» (3:0) и отметился голевой передачей.
31 января 2017 года на правах аренды до конца сезона перешёл в клуб «Реал Овьедо», представляющий Сегунду. 13 мая забил первый гол в составе «Овьедо», отличившись в гостевой встрече против «Химнастика» (2:2).
19 июля 2017 года контракт де Пены с «Мидлсбро» был расторгнут по обоюдному согласию сторон.
В 2018 году Карлос выступал за «Насьональ», по окончании сезона стал свободным агентом. В январе 2019 года бразильский «Ботафого» объявил о переговорах с уругвайцем, однако по состоянию на начало февраля контракт с ним ещё не был заключён.
10 апреля 2019 года на правах свободного агента перешёл в киевское «Динамо». По итогам 2019 года уругвайский футболист был признан лучшим игроком клуба по версии болельщиков. В конце 2019 года Де Пена подписал новый двухлетний контракт с «Динамо».
2 апреля 2022 года ФК «Динамо» и бразильский ФК «Интернасьонал» из Порту-Алегри согласовали трансфер 30-летнего Карлоса де Пены, и он стал игроком этого клуба.

## Достижения
«Насьональ»
- Чемпион Уругвая: 2014/15

«Мидлсбро»
- Вице-чемпион Футбольной лиги Англии: 2015/16

«Динамо» (Киев)
- Чемпион Украины: 2020/21
- Обладатель Кубка Украины (2): 2019/20, 2020/21
- Обладатель Суперкубка Украины: 2019, 2020